# Hageman Peak
Hageman Peak är en bergstopp i Antarktis. Den ligger i Västantarktis. Argentina, Chile och Storbritannien gör anspråk på området. Toppen på Hageman Peak är 940 meter över havet.
Terrängen runt Hageman Peak är kuperad åt sydost, men åt nordväst är den platt. Hageman Peak är den högsta punkten i trakten. Trakten är obefolkad. Det finns inga samhällen i närheten. 